# Verpflegungsordonnanz
Unter Verpflegungsordonnanz verstand man im 17. und 18. Jahrhundert eine Aufstellung mit Festlegung der Bezüge, die den Soldaten zustanden. 

## Geschichte
Erste Verpflegungsordonnanzen entstanden während des Dreißigjährigen Krieges, um die Soldaten durch die Zusage fester Versorgung mit Lebensmitteln durch den Kriegsherren von Plünderungen abzuhalten. Das Aufkommen stehender Heere in der zweiten Hälfte des 17. Jahrhunderts erforderte zu deren Ordnung zwangsläufig Regelungen und Vorschriften. Neben Ausbildungsvorschriften (Exerzierreglement) wurden auch Verwaltungsvorschriften wie Verpflegungsordonnanzen erlassen.
Anfangs enthielt eine Verpflegungsordonnanz nur Angaben zu
- „Brot-Ration“ = Verpflegung für die Soldaten,

später auch zu
- „Pferde-Portion“ = Futter und Streu für die Pferde,
- Gage (für Offiziere) und Sold (für Unteroffiziere und Mannschaften) (auch Traktament oder Traktement genannt),
- Quartiergeld (für Offiziere, die ihr Quartier selbst bezahlen mussten),
- Regelung für sonstige Bezüge (z. B. Umfang und kostenlose Erneuerung der Montur) und Abgaben (z. B. für Montur-Geld, Prima-Plana-Geld, Becken-Geld),

für jeden Dienstgrad eines Regiments.
Die Brot-Ration, in einigen Verpflegungsordonnanzen auch Brotportion genannt, konnte in genauen Angaben von Art und Gewicht der Nahrungsmittel pro Tag angegeben sein oder in deren Geldwert pro Monat. Die Pferde-Portion wurde angegeben als Menge von Hafer, Heu und Stroh/Häcksel oder ebenfalls in Geldwert.

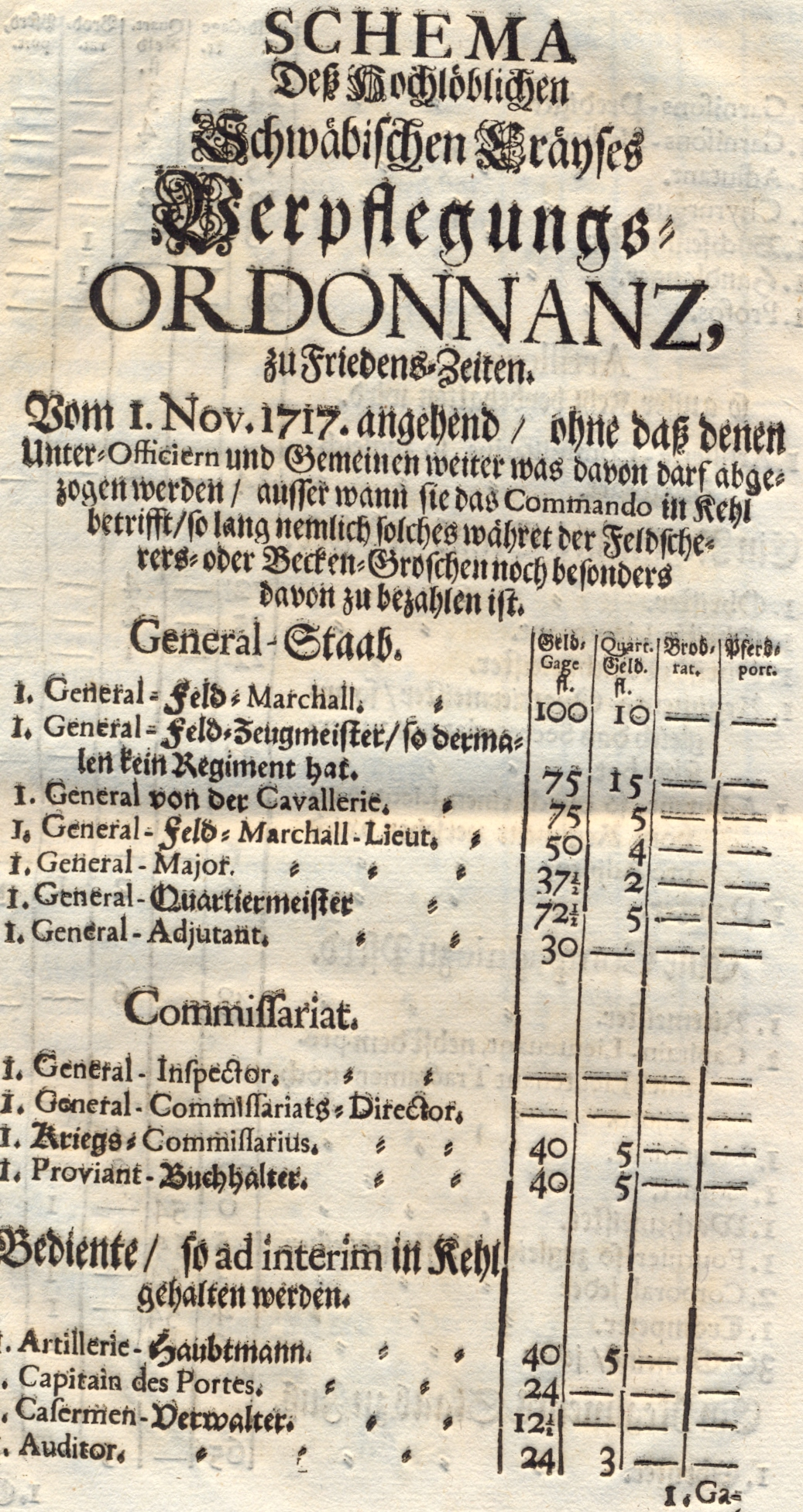
Verpflegungsordonnanz von 1717, Seite 1
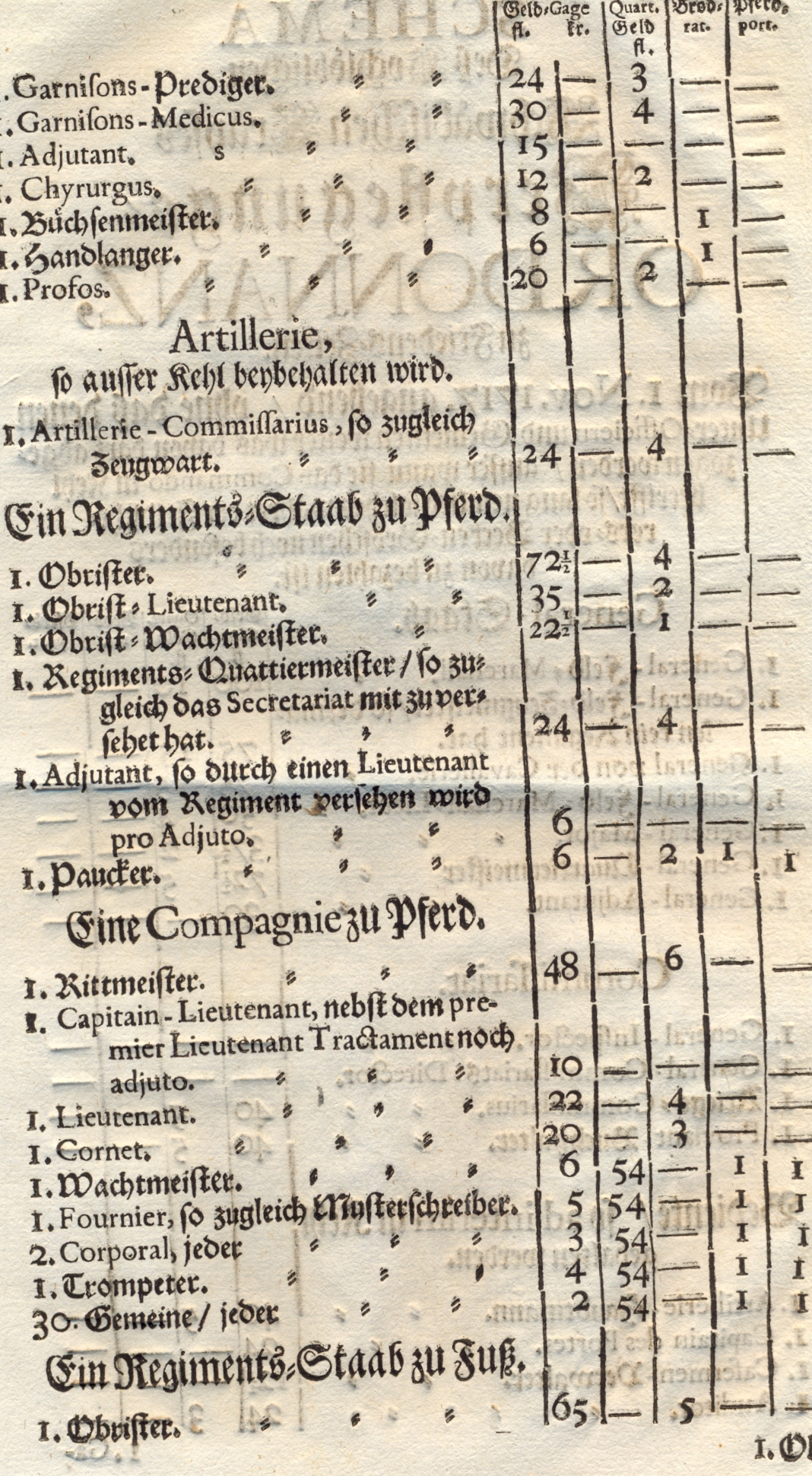
Verpflegungsordonnanz von 1717, Seite 2
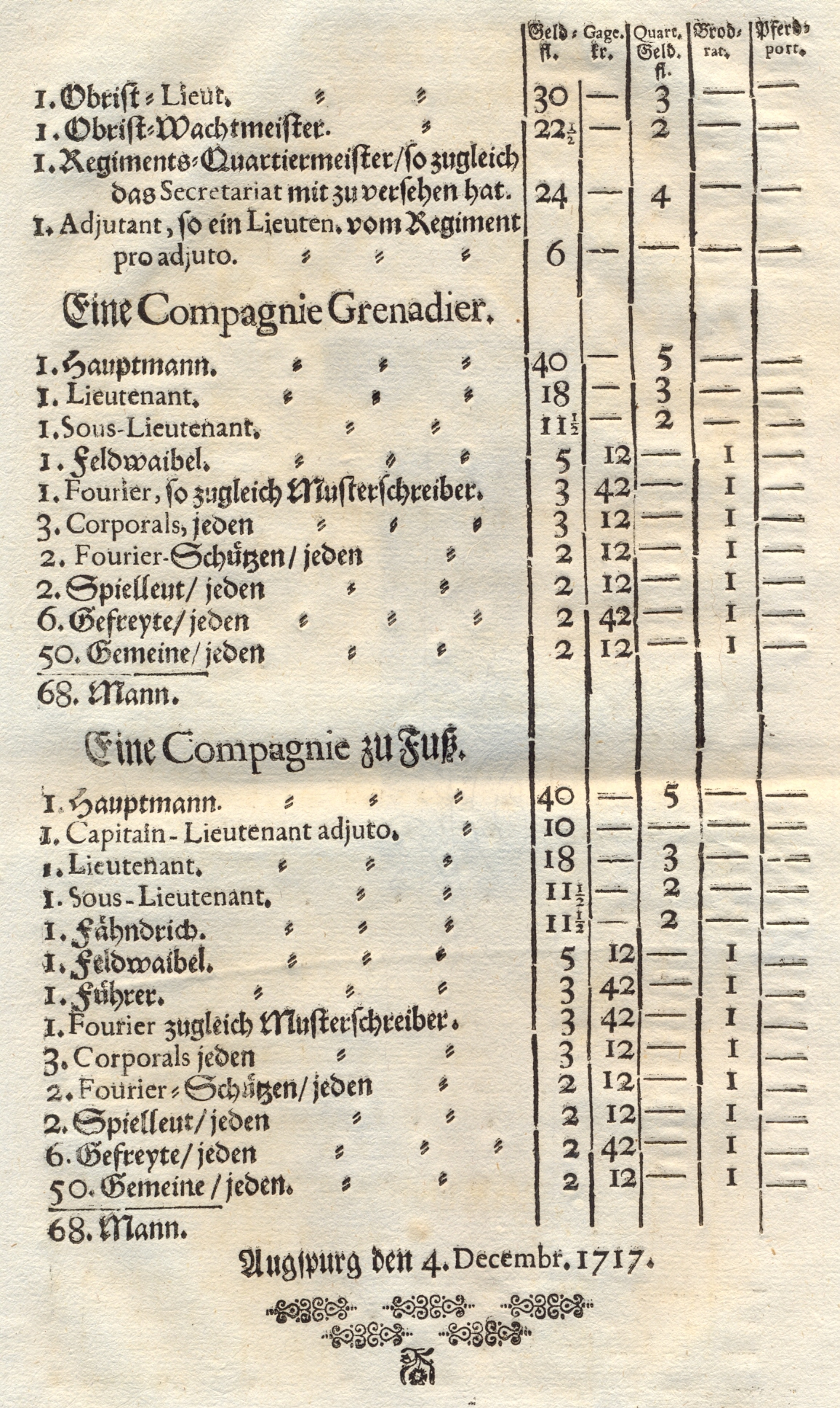
Verpflegungsordonnanz von 1717, Seite 3

In den höheren Bezügen der Stabsoffiziere sind – soweit sie nicht extra ausgewiesen werden – deren Ausgaben für ihren persönlichen Stab (Adjutant, Ordonnanzoffizier, Bursche usw. einschließlich deren Pferde) enthalten.

## Beispiele

### Verpflegung

#### 1715
„... wie sie sowohlen in Berechnung der Brod-Portionen diesen Winter auf die bey ihnen einlogirte Miliz, als deren auf Ordonnanz und anderes Commando gehendes / und wegen der Ober-Officiers praetendierendden Holtz und Licht sich zu verhalten / haben Wir Uns Gnädigst resolvirt:
- 1. Auf diesen Winter vom 1. Novembris 1714 an / vor eine Brod-Portion Drey Kr.
- 2.tens Vor eine Pferdt-Portion bey Unserer garde du Corps Vierzehen KR.
- 3. Bey Unserm Leib-Regiment Dragoner aber / wie bey Unsers geliebteb Erb-Printzen-Crayß-Regiment zwölf KR.
- 4.tens Denen auf Ordonnanz und sonst commandirt werdenden die Brod- und Haber-Portionen auf soviel Tag als sie unter Wegs zuzubringen haben / entweder in Natura, oder darvor so viel an Geldt als Zwey Pfund Brod und Anderthalb Vierl. Habern kosten / nebst Acht Kr. vor Heu und Stroh auf jeden Tag und Nacht mit auf den Weeg geben“.[1]

#### 1912
Bei Übungen der 26. württembergischen Division
- wurde ausgegeben

750 g Brot
200 g Fleischkonserven
150 g Gemüsekonserven
 15 g Kaffee (gebrannt)
 25 g Salz
dazu konnten 500 g Kartoffeln freihändig aufgekauft werden
- bestand die eiserne Ration aus

400 g Zwieback
200 g Fleischkonserven
150 g Gemüsekonserven
 15 g Kaffee (gebrannt und gemahlen)
 25 g Salz

## Verweise